# Pompás lantfarkúmadár

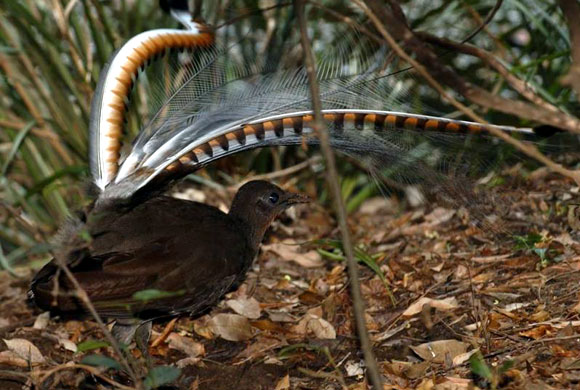
Dürgő hím

A pompás lantfarkúmadár (Menura novaehollandiae) a madarak (Aves) osztályának verébalakúak (Passeriformes) rendjébe, ezen belül a lantfarkúmadár-félék (Menuridae) családjába tartozó faj.

## Előfordulása
A pompás lantfarkúmadár csak Délkelet-Ausztráliában fordul elő: Queensland, Új-Dél-Wales és Victoria egyes vidékein. 1934-ben honosították meg Tasmaniában.

## Alfajai
- Menura novaehollandiae edwardi Chisholm, 1921
- Menura novaehollandiae novaehollandiae Latham, 1802
- Menura novaehollandiae victoriae Gould, 1865

## Megjelenése
A hím hossza (farkával együtt) 80–100 centiméter, a tojó 74–86 centiméter. A hím testtömege maximum 1,15 kilogramm, a tojóé maximum 950 gramm. Tollazata szürke, szárnya barna. A külső farktollak akár 60 centiméter hosszúak is lehetnek, a madárnak 12–14 dísztolla és két középső zászlótolla van. A zászlótollak fehérek fekete-barna csíkozással.

## Életmódja
Tápláléka rovarok, giliszták és más, földben vagy korhadó fák kérge alatt élő gerinctelenek. A madár sokféle hangot tud kiadni. Maximum 15 évig él. A költési időszakon kívül 4-5 egyedből álló csoportja járja az erdőt.

## Szaporodása
A hím 3-9 éves korban, a tojó korábban éri el az ivarérettséget. A költési időszak május–október között van. A költési időszakban a hím fantasztikus bemutatót tart, hagy elnyerje a tojó tetszését. Az erdő egy részén a talaj megtisztításával valóságos táncparkettet készít, majd hangos énekével csábítja oda a tojókat. Miután egy tojó megjelenik a közelben a hím szétterjeszti és háta mögé hajlítja a faroktollait. A hím több tojóval is párosodik, de a költésben nem vesz részt. Évente egyszer költ. A tojó sziklakiugrásokon készíti el kupola alakú fészkét ágakból, zuzmókból és mohákból. A fészekalj 1 tojásból áll, melyen a tojó 50 napig kotlik. A kirepülés 6-7 hét múlva történik meg, de azért a fiatal madár még az anyjával marad 8 hónapig.

## Rokon fajok
A pompás lantfarkúmadár legközelebbi rokona és a Menura nem másik faja a vörhenyes lantfarkúmadár (Menura alberti).